# 张方海
张方海（1919年—2001年），男，汉族，陕西清涧人，中华人民共和国政治人物。

## 生平

### 民国时期
1933年3月参加革命，1935年10月加入中国共产党。历任共青团清涧县东区区委、县委书记，团陕北省委组织部部长，陇东分区抗敌后援会主任、青救会主任、地委常委，晋绥根据地中央考察团团员，绥德分区青救会主任。1943年8月至1948年6月，任中共绥德县委书记。1948年，解放军再次占领延安。同年7月1日，西北局常委办公厅任命他为延安市委书记。

### 共和国成立后
1949年，历任中共长安县委书记兼县长。1949年6月28日，长安县大队改为咸阳军分区第六支队，他担任政委（崔志英任支队长）。后升任陕西省供销合作局局长，陕西省供销合作社党组书记、第一副主任。1953年4月，担任西北总工会副主席，后任国营853厂党委书记、厂长，国营844厂党委书记。1960年8月，任中共西安市委常委兼工业部部长。1963年12月，陕西成立中共陕西省委工业交通工作部，与省委国防工委合署办公，张方海任部长。1964年6月至1966年5月，任中共宝鸡市地委书记。
文化大革命期间受到迫害。1973年7月，当选为陕西省总工会主任。1979年4月27日，当选为中国科学院副秘书长。马文瑞主政陕西后，请求中央调张方海返回陕西，并委任其为省委书记处书记。
1981年5月，任中共陕西省委常委兼组织部部长（替代杨文海）。同年11月任中共陕西省委书记。1988年5月，中共陕西省顾问委员会举行全体会议，选举章泽担任省顾委主任，张方海、白文华当选副主任。1991年7月因病无法工作。2001年在西安病逝。